# 岐多志太神社
岐多志太神社（きたしたじんじゃ）は、奈良県磯城郡田原本町にある神社。式内小社で、旧社格は村社。

## 祭神
以下の二柱を祀る。
- 天香山命
- 天児屋根命

社伝では、天香山命は石凝姥命と同一とされ、天児屋根命とともに鏡作坐天照御魂神社と同様の祭神を祀っているとされる。「岐多志太」の社号は「キタ氏の田」という意味であり、キタ（鉄）を鍛える鉄工の神であるという。そして、この地域を根拠地とした物部大木連の一族に、鏡作連の祖である鍛冶師連（きたしのむらじ）があり、この鍛冶師連が奉斎した神社が当社とされる。

## 歴史
社伝によると、崇神天皇7年の鎮座とされる。延喜式神名帳では城下郡の小社に列せられた。